# Stereochlaena
Stereochlaena és un gènere de plantes de la família de les poàcies, ordre de les poals, subclasse de les commelínides, classe de les liliòpsides, divisió dels magnoliofitins.

## Taxonomia
- Stereochlaena annua
- Stereochlaena caespitosa
- Stereochlaena cameronii
- Stereochlaena foliacea
- Stereochlaena jeffreysii
- Stereochlaena tridentata